# Aethionema spinosum
Aethionema spinosum je biljka iz porodice krstašica (Brassicaceae) raširena od Irana do južnog Turkmenistana i Afganistana. Kao jedina vrsta, M. spinosa je uvrštavana u monotipičan rod Moriera, i u tribus Aethionemeae.
Naziv roda Moriera je u čast Jamesa Justiniana Moriera (oko 1780. – 1849.), britanskog diplomata i pisca poznatog po svojim romanima o dinastiji Qajar u Iranu, najpoznatijim po seriji Hajji Baba. Latinski specifičan epitet spinosa potječe od spina što znači bodljikav. Rod je prvi put opisan i objavljen u Ann. Sci. Nat., Bot., serija 2 Vol.16 na stranici 380, 1841., a zatim je vrsta M. spinosa prvi put opisana i objavljena u Ann. Sci. Nat., Bot., sér.2, vol.17 na stranici 182, 1842.

## Sinonimi
- Aethionema micropterum Bornm.
- Aethionema spinosum (Boiss.) Prantl
- Aethionema transhyrcanum (Czern.) N.Busch
- Lepidium intricatum Boiss. & Buhse
- Moriera cabulica Boiss.
- Moriera spinosa Boiss.
- Moriera spinosa ssp. cabulica (Boiss.) Jafri
- Moriera stenoptera Bornm.
- Moriera transhyrcana Czern.